# Base (meccanica)
Si definisce base o polare fissa il luogo dei centri di istantanea rotazione di un membro cinematico (organo meccanico) in un sistema di riferimento fisso (costante nel tempo  nello spazio).

## Definizione
In un moto piano, si può dimostrare che ogni atto di moto di un corpo rigido che non sia puramente traslatorio è rotatorio, ossia che può essere descritto, istante per istante, come una rotazione attorno a un punto che rimane fermo. Questo punto, detto centro di istantanea rotazione, non rimane però in generale uguale a se stesso, ma si modifica nel tempo. Il luogo di tutte le posizioni che occupa, visto da un osservatore solidale col piano in cui avviene il movimento è una linea che è detta appunto base o polare fissa. In contrapposizione, lo stesso luogo, descritto dal punto di vista del corpo rigido in moto, è detto rulletta o polare mobile.

## Caratteristiche
L'esempio più intuitivo è quello di una ruota che rotola su una linea senza strisciare: il punto di contatto tra ruota e linea è il centro di istantanea rotazione, poiché è l'unico punto fermo nel movimento della ruota (la velocità verticale è nulla perché altrimenti la ruota si alzerebbe dalla linea o la penetrerebbe, la velocità orizzontale è nulla perché altrimenti la ruota striscerebbe). Tale punto, però, cambia continuamente: visto dal punto di vista del sistema di riferimento fisso, tutti questi punti descrivono appunto la linea su cui rotola la ruota. Dal punto di vista del riferimento solidale con la ruota, invece, è chiaro che i centri di istantanea rotazione si trovano sempre sulla periferia della stessa: la linea che descrivono è semplicemente la sua circonferenza.